# Nuevo Estadio de Malabo
Nuevo Estadio de Malabo – wielofunkcyjny stadion w Malabo, stolicy Gwinei Równikowej. Został otwarty w 2007 roku. Może pomieścić 15 250 widzów. 
Swoje spotkania rozgrywa na nim drużyna The Panters FC. 
Obiekt został jedną z aren piłkarskiego Pucharu Narodów Afryki 2012, Mistrzostw Afryki kobiet 2012, Pucharu Narodów Afryki 2015.